# Пий I
Пий I (лат. Pius I; ? — 154 (155)) — епископ Рима с 11 января 142 года по 11 июля 154 (155 года). Святой Католической церкви. Память - 11 июля.

## Биография
Пий I по легенде родился в Аквилее. Основание Пием I церкви Санта-Пуденциана (построенная в IV веке над жилым зданием II века н. э. в память о Святой Пуденциане), по другим источникам — Церкви Св. Пудента (лат. -  titulus Pudentis или ecclesia Pudentiana) и Церкви Св. Пракседы (titulus Praxedis), исторически не подтверждено. Герма, написавший «Пастырь», братом Пия I не является (об этом говорилось в некоторых источниках). Герма, по его собственным словам, происходил из рабов-вольноотпущенников, разбогател, потом разорился. Герма ни о каком брате-епископе в своих писаниях не упоминает.
Два послания епископу вьенскому Юстусу приписываются Пию I ошибочно. Письма, согласно которым Пий I во время папства подтвердил празднование Пасхи в воскресенье, отлучил от церкви гностиков признаны даже католическими богословами фальсификацией. Спор Виктора I (епископ Римский 189 — 199 гг.) c Поликратом епископом Эфесским о дне праздновании Пасхи возник позднее 190 г. (см. подробнее ст. Пасхалия и Споры о дате Пасхи). По преданию казнён при императоре Марке Аврелии, что не соответствует действительности, Марк Аврелий был императором с 7 марта 161 г. по 17 марта 180 г. День памяти Пия I у католиков — 11 июля.